# Flugplatz Obo-M'boki

i7
i11
i13
Der Flugplatz Obo-M'boki (französisch Aérodrome d’Obo-M'boki, IATA-Code: MKI, ICAO-Code: FEGE) liegt im Südosten der Zentralafrikanischen Republik, in einer Entfernung von drei Kilometern westlich der Ortschaft M'boki und etwa 62 Kilometer Luftlinie westlich von Obo, der Hauptstadt der Präfektur Haut-Mbomou. Er liegt auf einer Höhe von 600 Metern. Seine Start- und Landebahn ist unbefestigt und verläuft nördlich der Route nationale 2. Sie verfügt nicht über eine Befeuerung. Der Flugplatz kann nur tagsüber und nur nach Sichtflugregeln angeflogen werden. Er verfügt nicht über reguläre Passagierverbindungen.